# Pachydactylus purcelli
Pachydactylus purcelli — вид геконоподібних ящірок родини геконових (Gekkonidae). Мешкає в Намібії і Південно-Африканській Республіці.

## Поширення і екологія
Pachydactylus purcelli мешкають на південному сході Намібії, в долині Оранжевої річки та в горах Карасберге, в також в ПАР, в регіоні Кару та на північних схилах Капських гір. Вони живуть в кам'янистих місцевостях, серед скель і валунів, в напівпустелях та в долинах річок у пустелях. Зустрічаються на висоті від 450 до 1800 м над рівнем моря.